# 수레바퀴 아래서
《수레바퀴 아래서》 또는 수레바퀴 밑에서(독일어: Unterm Rad)는 노벨문학상을 수상한 독일 작가인 헤르만 헤세가 1906년에 발표한 자전 소설이자 비판 소설이다. 마울브론 기숙신학교에 진학했지만 1년 만에 중퇴한 후, 시계 부품 공장이랑 서점을 전전한 경험을 소재로 했다. 소설 속에서 작가는 인간의 창의성과 의지를 짓밟는 교육을 비판했다.

## 줄거리
독일의 한 시골 마을 소년인 한스 기벤라트는 총명하다는 이유로 명예욕이 많은 아버지와 교장선생의 강요로 공부에 몰입하게 된다. 주(州)에서 실시하는 기숙신학교 입학시험에 차석으로 합격하게 된다. 하지만 불만이 있어도 말하지 못할 정도로 성격이 내성적인 한스는 친구들과 어울리지 못하고, 정해진 시간표대로 생활해야 하는 신학교의 엄격하고 강압적인 분위기 속에서 겨우 의지했던 친구를 이러한 억압적인 교칙때문에 잃은 한스는 이를 견디지 못하고 결국 건강이 나빠져 집으로 돌려보내진다. 고향으로 돌아온 한스는 시계부품공장의 견습공이 되지만, 몸이 약하고 노동경험이 없어서 공장생활에 적응하지 못한다. 신학교에 입학했을 때와는 달리 '신학교 대장장이'라면서 냉대하는 마을 사람들에게 받는 상처도 크다. 친구 아우구스트와 가정부 안나 아줌마만이 한스를 돌볼 뿐이다. 그러던 어느 일요일 공장동료들과 술을 마시고 헤어진 후 취한 채 강가를 걷다가 물에 빠져 자살인지 그저 사고인지 모를 의문의 죽음을 맞이한다. 다음날 시체가 발견되어 장례가 치러지고, 장례식장에서 구둣방 주인 플라이크 아저씨는 교장선생과 학교 교사들을 가리켜서 '한스를 죽인 공범'이라고 비판한다. 즉, 이 책이 전하고 싶었던 뜻은 아이들에게 스트레스가 되는 공부의 강요의 위험성이다.

## 등장 인물
- 한스 기벤라트

이 책의 주인공인 소년. 토끼를 키운적이 있고 낚시가 취미일 정도로 자연을 좋아하는 건강한 소년이었으나 스트레스로 인해 신체, 정신이 약해졌다. 자살인지 사고사인지 알 수 없는 익사사고로 죽음을 맞이한다.
- 헤르만 하일너

시인이라 불리는 반항적인 성격의 소년으로 한스의 친구이자 한스와 대비되는 인물이다. 위선적이고 권위적인 교장선생과 대립하다가 신학교를 뛰쳐나간 사건을 계기로 퇴학당한다. 문학에 재능이 있는 소년.
- 플라이크

구둣방의 주인. 믿음이 깊은 기독교인이며, 성실하고 고지식한 성정을 갖고 있다. 어른들의 욕심때문에 공부에 시달리는 한스를 "방학에도 쉬지 못하다니, 손목을 보거라. 깡말랐구나"라면서 유일하게 걱정한 인물이다.
- 교장선생

한스에게 공부를 강요한 인물. 명예에 대한 욕심이 많아서, 아무런 죄의식도 없이 한스에게 공부를 강요한다.
- 요제프 기벤라트

한스의 아버지로, 욕심을 채우기 위해 한스에게 공부를 강요한 인물이다. 한스가 스스로 생각할 수 있는 나이가 되었는데도 진로를 강요한다. 이러한 부친과 교장의 억압은 한스가 자신의 생각대로 살지 못하는 허약한 사람이 되게 한다.
- 힌딩어

사고로 어린 나이에 숨을 거둔 소년. 그가 사고로 죽은 후에야 시체수색이 이루어졌다는 설정을 통해, 작가는 당시 교육자들의 비인간성을 비판한다.
- 목사

같은 동네 개신교 목사이다. 배운 것이 없어도 인간미가 넘치는 구둣방 아저씨와 대비되는 인물이다.
- 아우구스트

한스의 친구. 한스와 같이 다니던 고향의 학교졸업 후 시계 부품 공장에서 직장생활을 시작했다. 본인의 의지에 따라 삶을 개척한 청년이다. 몸이 약한 한스가 공장생활에 적응하도록 도울 정도로 의리가 있고, 친구들과 잘 어울려 논다. 여러 가지 부분에서 한스와 대비되는 인물이다.
- 엠마

고향으로 돌아온 뒤, 사과과즙을 짜면서 다시 만나게 된 소녀. 한스는 그녀를 열렬히 사랑했지만, 그녀는 단지 한스를 노리개로만 생각하였다. 말도 없이 고향으로 떠나서, 한스의 마음에 큰 상처를 주는 인물이다.
- 에밀 루치우스

부잣집에서 온 학생으로, 매우 구두쇠이고 교활한 성격을 가졌다. 수도원의 강의가 모두 공짜로 이루어진다는 사실 때문에 음악을 좋아하지도 않으면서 바이올린을 배워 주변을 시끄럽게 하였다.

## 같이 보기
- 성장소설